# Јулска монархија
Јулска монархија (фр. Monarchie de Juillet) је била француска држава под династијом Орлеана. Постојала је у периоду од 1830. до 1848. године. Успостављена је током Јулске револуције (26–29. јул 1830). Укинута је током револуције 1848. године и замењена је Другом француском републиком. Једини владар Јулске монархије био је Луј-Филип I Орлеански.

## Настанак
Вилелова влада изазивала је незадовољство у народу. Опозиција се окупља око Шатобријана. Тензије су навеле владу да распусти Скупштину у којој је и даље имала већину. Резултати избора за нову Скупштину били су поразни по владу. Вилел је морао да одступи, а владу су саставили безначајни људи од којих је једини значајан био министар унутрашњих послова, Мартињак. Он је спровео неколико мера за ублаживање режима. Његова влада смењена је 1829. године, а нова влада састављена је од крајњих реакционара. Ситна буржоазија и нижи слојеви све отворено говоре о успостављању републике. Сукоб са политиком екстремне реакције преноси се на Скупштину која се супротставила краљу. Шарл је на то одговорио одлуком да влада без закона, помоћу декрета. То је, у ствари, био државни удар краља Шарла. Објавио је четири ордонансе (декрета) припремљене у тајности које су пооштравале режим према нижим слојевима.

### Јулска револуција
Објављивање ордонанси довело је до избијања устанка у Паризу. Подигли су га директори и уредници разних листова, њих 44, који су упутили позив Скупштини да се не разилази и да сутрадан издају новине као да ордонансе (о завођењу цензуре) уопште нису издате. Полиција је покушала да запоседне редакције и штампарије опозиционих листова. Новинари и радници супротстављају јој се силом. Штампају прогласе у којима позивају народ да им помогне. Слабе жетве 1828. и 1829. године допринеле су мобилисању народа. Прво је кренуло предграђе Сен Марсо (27. јула 1830. године). Влада је прогласила ванредно стање и именовала маршала Мармона за заповедника Париза. Његове трупе од 11.000 војника лако истог дана разбијају први налет побуњеног народа. У току ноћи устанак се шири. На торњевима Нотр Дама појављује се огромна тробојна застава. Групе устаника продиру у складишта оружја. У зору 28. јула заузет је централни арсенал и неколико барутана. Народу прилази и Народна гарда са целокупним наоружањем.
Устанак се шири следећег дана, 29. јула, када се преноси на леву обалу Сене. Устаници заузимају Бурбонску палату. Два опседнута пука на Тргу Вандом прилазе устаницима. Устаници напредују ка Лувру и Тиљерију које одсецају од остатка града. Краљеве снаге беже преко трга Конкорд и Јелисејских поља из Париза. Мармон је у подне наредио повлачење. У раним поподневним часовима престају борбе. Народ је овладао Паризом. 
Шарл се за то време налазио на 20 км од Париза, у дворцу Сен Клу. Када је сазнао вест о губитку престонице, смењује Полињакову владу и именује владу генерала Мормара. Народ је није хтео прихватити. Обавештен о томе, Шарл се пребацује у Версај, одатле у Рамбује где 2. августа потписује акт о абдикацији престола у корист свога унука, војводе од Бордоа. Народ, међутим, није желео Бурбоне. Краљ се у Шербуру укрцао на брод и отишао у своје треће, последње прогонство. Умро је 1836. године у Немачкој.
Шездесетак посланика Народне скупштине је 29. јула изабрало градску комисију која је требало да преузме власт у Паризу. За команданта Националне гарде је, као и после пада Бастиље, изабран Лафајет. Градска комисија доделила је себи функцију привремене владе. Прогласила је 30. јула збацивање Бурбона. Лафајет је одбио функцију председника Републике. На предлог Таљерана требало је сачувати монархију тиме што би се на престо довео војвода Орлеански, Луј Филип, син револуционара Филипа Егалитеа. Буржоазија је одушевљено прихватила идеју и послала делегацију у Неји. Луј Филип се сакрио мислећи да долазе да га хапсе. Скупштина га је и без његовог формалног пристанка прогласила намесником престола. Изразила је захтев да се поштује тробојка и стриктно примењује Повеља. Орлеански свечано обећава оно што се од њега тражи. Грли се са Лафајетом и обећава да ће чувати тековине Револуције. На власт сада долазе крупни капиталисти. Ради захтева средње и ситне буржоазије, које су такође учествовале у Јулској револуцији, унесене су неке измене у Повељу. Укинута је цензура, гарантована слобода штампе, укинута је преамбула о божанском пореклу краљеве власти, седнице Дома лордова постају јавне, Скупштина стиче право законодавне иницијативе, озакоњена је Народна гарда, Повеља је преименована у Устав. Проглашењем Луја Орлеанског за краља завршена је Јулска револуција 9. августа 1830. године. Нову власт у Паризу прихватају велике силе, Енглеска међу првима, а Русија последња.

## Унутрашња политика
Француска у периоду Јулске монархије доживљава демографски успон. За само 15 година број становника повећао се за 5 милиона (на 35 милиона). Француска је и даље била аграрна земља. Око 75% становништва бавило се пољопривредом. Успон француске пољопривреде, услед убрзане индустријализације, отпочиње 1840.тих година. После 1830. године отпочиње убрзан развој индустрије у Француској. Најбрже се развија текстилна индустрија, пре свега производња памучних влакана. Одмах иза ње је прехрамбена индустрија, док се тешка индустрија развија нешто спорије. Папирног новца је мало. Плаћа се, пре свега, сребром. Очигледан је напредак у трговини. Ствара се капиталистичка социјална структура. Разбија се традиционална подела на „водеће редове“ и „народ“ и ствара се нова: буржоазија-пролетаријат. Буржоазија је подељена на крупну, средњу и ситну. Сељаштво је најмногобројније, али политички најмање развијено; у великом броју неписмено и заинтересовано само да плаћа што мање порезе и шири земљишни посед.
Током периода бурбонске рестаурације власт у Француској држи велепоседничка аристократија. Сада она губи монопол и мора да дели власт са другим друштвеним слојевима. Буржоазија је имала активно бирачко право и настојала је да га остали слојеви немају. Тако је режим Луја-Филипа имао снажну опозицију у Парламенту и изван њега још од самог почетка. Парламентарну опозицију чине интелектуалци на челу са Одилоном Бароом. У Парламенту су постојале и друге групе. Некадашња Конзервативна странка се поцепала (на либерале и конституционалисте). Њој су припадали и Адолф Тјер и Гизо. У Француској су се од 1830. до 1840. године владе брзо смењивале. Коначно, 1840. године учврстила се Гизоова влада која ће трајати седам година.
Ванпарламентарна опозиција била је по власт много опаснија. Чинили су се слојеви ситне буржоазије иритирани лошим жетвама после 1830. године. Честе су побуне гладних, напади на продавнице, разбијање машина. Штампају се листови који траже републику. Репресалије су сурове. Најзначајнији устанак на почетку Јулске монархије је Први лионски устанак кога су подигли радници свиларске индустрије у Лиону. Он је угушен исте, 1831. године. Јуна следеће године избио је устанак у Паризу који је такође сурово угушен. Добре жетве након 1832. године смириле су ситуацију. Године 1833. отганизују се први раднички штрајкови. Влада војводе Брољија се сурово обрачунава са радницима што доводи до избијања новог, Другог лионског устанка. Устаници држе Лион четири дана и падају под налетима краљевих трупа. Истовремено је избио и устанак у Паризу који је такође угушен. Порази ова два устанка нанели су тежак ударац радничком покрету. Требаће му више година да се опорави. У наредним годинама екстремни револуционари делују у тајности. Предводе их Огист Бланки и Анри Барбес. Бланки је једно време провео у затвору, али је одмах након ослобађања наставио са ковањем завера. Околности су му ишле на руку. Прва светска привредна криза, која је избила 1837. године, погодила је земљорадњу и индустрију, односно велику масу сиромашног света. Бланкисти су то искористили да маја 1839. године подигну устанак у Паризу. Покушај је био неуспешан. Бланки и Барбас су ухапшени и осуђени на смрт, али су касније помиловани (замењена им је казна доживотном робијом). Истовремено против владе раде и бонапартисти окупљени око Луја Наполеона Бонапарте. Они су 1836. године неуспешно покушали да побуне гарнизон у Стразбуру. Покушај су поновили у Булоњу 1840. године, такође неуспешно. Бонапарта је ухапшен и осуђен на доживотну робију. Он ће 1846. године побећи у Лондон.
Гизо је дошао на чело владе 1840. године. Успео је да стабилизује Јулску монархију. Средио је финансије државе, унапредио школство, али је на политичком плану био конзервативан одбијајући било какве реформе. Опозиција делује. Најзначајнији опозиционар овог времена је Алфонс де Ламартин.

## Спољна политика
На међународној сцени европске политике у периоду од 1815. до 1848. године доминирају три проблема: борба против револуција, спољне интервенције у унутрашње послове других земаља и источно питање.
Света алијанса је успела да првих година свог постојања војном интервенцијом угуши револуционарне покрете у Немачкој, Италији и Шпанији. Метерних, руски цар Александар и француски министар спољних послова Шатобријан дошли су на идеју да упуте своје трупе у Латинску Америку. Међутим, томе се енергично успротивио амерички председник Џејмс Монро и Конгрес САД. Монро је изјавио да се амерички континенти не могу сматрати предметом колонизације било које европске силе (Монроова доктрина). Света алијанса се повукла, а Британија је признала независност Мексика, Колумбије и Буенос Ајреса. Питање Бразила било је компликовано. Током Наполеонових ратова, краљ Португала, Жоао VI , напустио је Лисабон и склонио се у Бразил одакле је 1815. године прогласио Краљевство Португала, Бразила и Алграве. Жоао се 1821. године морао вратити у Европу, а за бразилског краља поставио је свога сина Педра I. Бразил је 1822. године подигао побуну против метрополе, а Педро је проглашен за бразилског цара. На наговор британске владе, Лисабон је 1825. године признао независност Португала.
Држање Велике Британије било је одлучујуће и у стицању незавиности Белгије. Конференција амбасадора великих сила признала је незавиност Белгије 1830. године, а следеће године одредила јој је неутрални статус. Границама Белгије обухваћен је и Луксембург. Поставило се питање владара, које је решено захваљујући попустљивости Луја Филипа; краљ је постао Леополд Сакс-Кобуршки. До интервенције страних сила дошло је и у белгијско-холандском рату.
Сваки покушај обнављања Свете алијансе наилазио је на жесток отпор Француске (која је претила да ће на сваку интервенцију Аустрије у другим земљама, слати своје трупе у исте земље) и Британије (која је била мање изричита). Ове две државе су 1834. године, заједно са Шпанијом и Португалијом склопиле споразум којим је створен Четворни савез за одбрану либералног режима од напада споља. Антанту су, међутим, квариле англо-француске супротности на старом континенту, Медитерану и прекоморским колонијама. Луј Филип се постепено приближава Метерниху што ће довести до склапања француско-аустријског споразума 1838. године. Врхунац англо-француског неповерења наступиће у време друге египатске кризе (1839/40). Руси, Аустријанци, Пруси и Енглези склапају 1840. године Четворни споразум о одбрани османског интегритета. Споразум је уперен против Француске. Резултат је скапање Лондонског споразума, познатог и као Дарданелски споразум о мореузима. Он представља озбиљан пораз Руса. Након склапања споразума долази до француско-аустријског зближавања. Метерних има француску подршку у ликвидацији Краковске републике 1846. године. Интервенцију против швајцарских устаника спречиће избијање револуција 1848. године.

### Колонијална политика
Француска колонијална политика у овом периоду усмерена је ка смиривању ситуације у северној Африци. Шарл X је 1830. године упутио трупе у Алжир против берберских гусара. Емир Абдел-Кадер прогласио је свети рат против Француза, а помоћ му је пружао и суседни Мароко. Устанак је угушен битком код Ислија 1844. године.

## Пад
У Француској, на месту министра спољних послова налазио се Гизо од 1840. године. Он је 1847. године постао и председник владе. Одбијао је сваку реформу, а једини одговор био му је „Обогатите се“. Напади на њега у Народној скупштини након избијања кризе постају све чешћи. Гизо се ипак одржао на власти. Опозиција се тада окупљала око Анрија V, унука Шарла X кога је намеравала да постави на престо. Због тога су донесени закони о забрани окупљања. Како би преварили власт, опозициони блок се окупљао по банкетима на којима се расправљало против владе. Први такав банкет одржан је у Паризу; певала се Марсељеза и дискутовало против владе. Један од вођа опозиције био је Алфонс Ламартин који је саставио дело „Историја жирондинаца“ где слави револуцију из 1789. године. Револуција која се у литератури обично назива „револуцијом 1848.“ представља само завршну фазу револуционарног покрета започетком 80 година раније.
Револуција у Француској избија након одбијања Гизоа да допусти Националној гарди одржавање банкета. Официри, подржани од опозиције, договарају да се банкет ипак организује. Банкет је одложен, али је отпочето са демонстрацијама против Гизоа, на којим се певала Марсељеза и Химна жирондинаца. На тргу Конкорд Национална гарда невољно разбија манифестације (убијена су два цивила). Она често прелази на страну народа. Коначно, фебруара 1848. године Народна гарда одбила је послушност. Гизо је поднео оставку. Истог дана (23. фебруар) дошло је до сукоба народа и одреда војске који се завршио са преко 20 мртвих. Ујутро следећег дана Париз је прекривен барикадама. Краљ је поверио састав нове владе вођи левице, Тјеру. Команду над војском која је требало да заведе ред у граду поверио је Бижоу, славном по успесима у Алжиру, али омрзнутом због сузбијања побуне из 1834. године. Војска је, да би повратила контролу над градом, образовала четири колоне, али је само једна остварила своје циљеве. Бижо је наредио војсци да се повуче у касарне. Краљ Луј-Филип је покушао да следећег дана изврши смотру Националне гарде, али је дочекан узвицима: „Доле систем, живела реформа“. Због тога је принуђен на абдикацију у корист свога унука. Краљевска породица напустила је Тиљерије који је одмах затим опљачкан од стране светине. Владарска права Лујевог унука нису могла бити остварена. Манифестанти су тражили завођење републике. На позив Ламартина, кличу „привременој влади“ састављеној од републиканаца из редова грађана. Привремена влада објавила је следећи проглас: „Привремена влада хоће републику, с тим да то одобри народ чије ће мишљење сместа бити затражено...“. Републиканци су на референдуму добили жељени одговор. Јулску монархију заменила је Друга француска република која је постојала до проглашења Другог француског царства 1852. године. 